# 清洲之戰
織田信長在天文21年（1552年）起與清洲織田家爆發的連串戰事，最終織田信長在弘治元年（1555年）擊敗清洲織田家，奪取清洲城。

## 背景
作為尾張國下四郡守護代的清洲織田家當主織田信友，先前在天文21年（1552年）時便趁著織田信秀過世，鳴海城主山口教繼父子倒戈駿河國今川家的良機，派遣家臣坂井大膳攻打勝幡織田家的織田信長，雖一度拿下松葉城跟深田城，最後卻在萱津之戰遭到織田信長擊敗，不但松葉城跟深田城被奪回，織田信長甚至逼至清洲城周邊。
此時，被織田信友視為傀儡操弄的尾張國守護斯波義統覺得有機可趁，在天文23年（1554年）派遣家臣簗田彌次右衛門前往那古野城跟織田信長表示聯合對抗織田信友之意，並且引入織田信長的士兵共700人襲擊清洲城，燒毀清洲城的城下町。
但因為織田信友一方人數較眾，而且清洲城守備堅固，加上斯波義統人在清洲城內，雖然織田信長親自出馬逼迫清洲城，卻無明顯戰果，因此罷兵和談。但斯波義統內通織田信長一事，終究為織田信友所知。

## 斯波義統遇害
同年7月12日，斯波義統之子斯波岩龍丸率領一批年輕武士前往河邊狩獵，城中宅邸只剩一些老臣，織田信友認為機不可失，讓家臣坂井大膳、河尻左馬丞、織田三位、河原兵助等人領兵包圍了斯波義統的宅邸。斯波氏家臣森刑部丞兄弟力戰後被清洲織田家的柴田角內所殺，柘植宗花也在後門應戰，而丹羽左近、何阿彌雖奮戰殺敵多人，最終仍寡不敵眾，宅邸四周都有清洲織田軍安排的弓箭手，因此斯波義統決定放火燒掉宅邸，並與一門眾、家臣共數十人自盡。
而斯波岩龍丸在河邊狩獵時驟聞惡耗，隨即逃往那古野城依附織田信長，信長安排200人護送，讓斯波義銀入住天王寺，其弟也在毛利十郎護送下來到那古野城，斯波家的覆滅使其家臣衣食困頓。

## 安食之戰
同年7月18日，織田信長派遣柴田勝家領兵攻打清洲城，清洲方的士兵在山王口佈防，兩軍在安食村、成願寺一帶交戰，清洲織田軍戰敗，逃回清洲城，清洲織田軍陣亡數百人，包含河尻左馬丞、織田三位、雜賀修理進、安食九郎兵衛、八牧平四郎、高北傳次、古澤七郎左衛門尉等30名將領。
其中斯波家臣由宇喜一，年僅十七歲，長年受到斯波義統寵愛，此戰中也穿著鎧甲衝入敵陣討取了清洲織田家臣織田三位的首級。

## 清洲之戰
連番交戰下，清洲織田家接連失去了坂井甚介、河尻左馬丞、織田三位等重臣，身為小守護代的坂井大膳為扳回劣勢，和織田信友在弘治元年（1555年）1月決定策反織田信長的叔父織田信光，並拋出共同擔任守護代的條件，讓織田信光進入清洲城南櫓居住，而織田信友自身居於北櫓共治清洲城。織田信光在神前立下七枚誓約後，於4月19日移居清洲城南櫓。
但織田信光暗中早將訊息通報織田信長，並與信長協約，在織田信光入城後，兩軍裡應外合奪取清洲城，而織田信長在事成後將把尾張下四郡中的兩郡交由織田信光。
4月20日時，坂井大膳與兄長坂井大炊助前往向織田信光參禮時，織田信光突然發難，領兵殺死了坂井大炊助，而坂井大膳則在路途中察覺有異，自行逃出清洲城，奔往駿河國依附今川義元。
織田信友獲知信光有變，旋即招集五六名侍衛，但在狼煙飄出傳訊後，織田信長也從那古野城率兵而來，織田信友在織田信光的逼迫下，無奈自盡，宣告清洲城失陷，但也另有一說指，織田信友想上屋逃跑，卻被信長家臣森可成攀上斬殺，後將織田信友的首級梟首於城門上。

## 戰後
在織田信長奪取清洲城後，便按照約定將那古野城交給叔父織田信光，自己遷往清洲城作為新的居城。並奉斯波義統之子岩龍丸元服改名斯波義銀，正式繼承斯波家，讓他居住在本丸，尊稱為尾張屋形。